# Котакачі
Котакачі (ісп. Volcán Cotacachi) — сплячий стратовулкан у Південній Америці, в Західних Кордильєрах, що у північних Еквадорських Андах, поблизу міста Котакачі, у провінції Імбабура, в Еквадорі. Він має висоту вершини 4944 м над рівнем моря.

## Географія
Десятий за висотою вулкан Еквадору. Він розташований практично у центральній частині провінції Імбабура, за 9,5 км на північний захід від міста Котакачі, за 209 км на північ — північний схід від найвищого вулкана країни — Чимборасо (6264 м), за 60 км на північ — північний схід від столиці — Кіто.
Абсолютна висота Котакачі 4944 метри над рівнем моря. Відносна висота — 1837 м з найвищим сідлом 3107 м. За показником відносної висоти він належить до ультрапіків планети і займає 94-те місце у Південній Америці.  Топографічна ізоляція вершини відносно найближчої вищої гори, вулкану Каямбе (5790 м) — становить 52,1 км.
Вулкан Котакачі розташований у екологічному заповіднику Котакачі Кайяпас. Біля південного підніжжя вулкана лежить кальдера вулканічного кратера вулкана Куїкоча заповненого водою, утворюючи озеро Куїкоча.
Завдяки потеплінню клімату Котакачі повністю втратив льодовики протягом останніх 50 років, як одна з перших вершин в Андах. Найвищі частини вершини вкриті снігом.

## Галерея

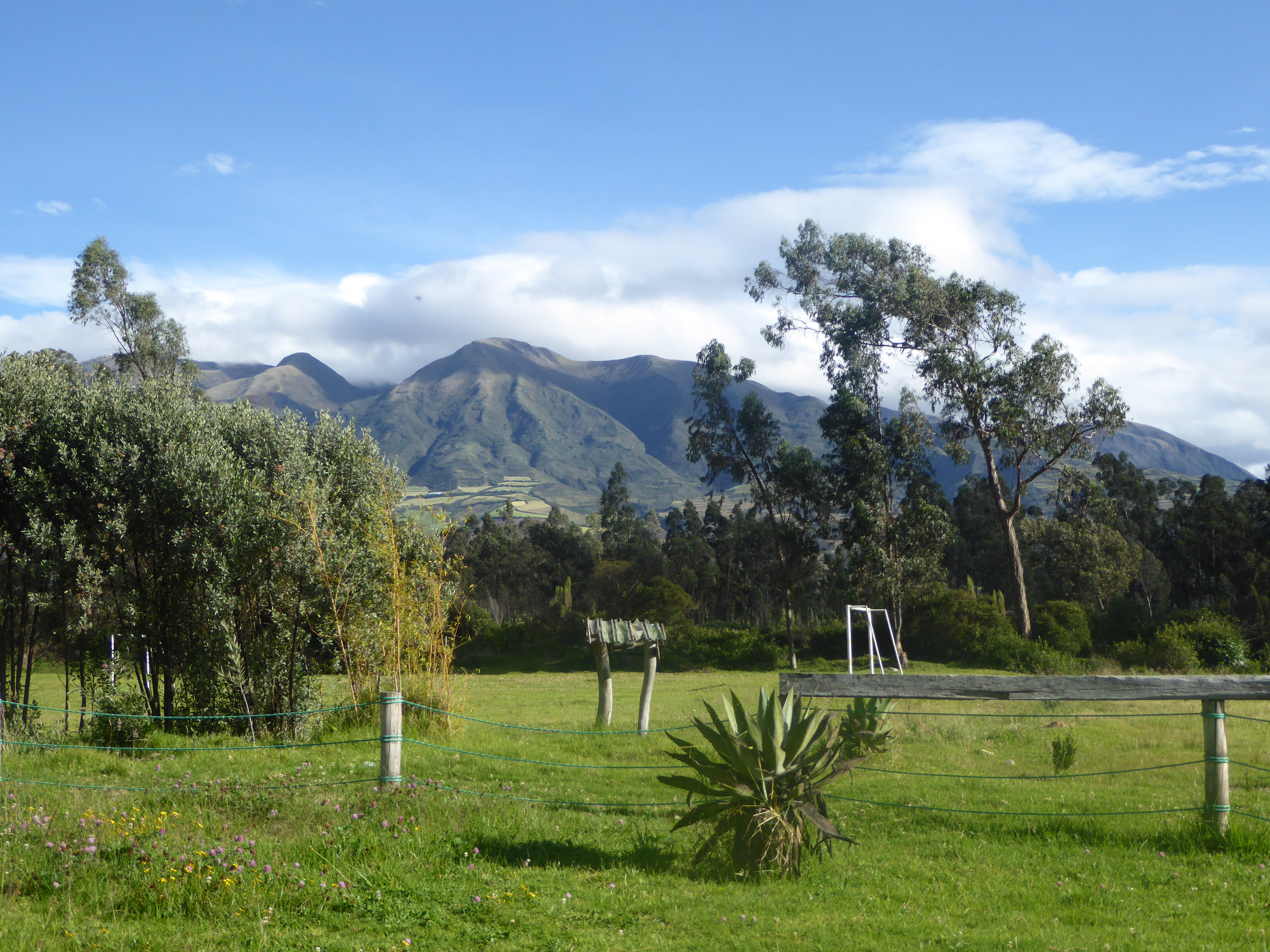
Вид з м. Котакачі на однойменний вулкан
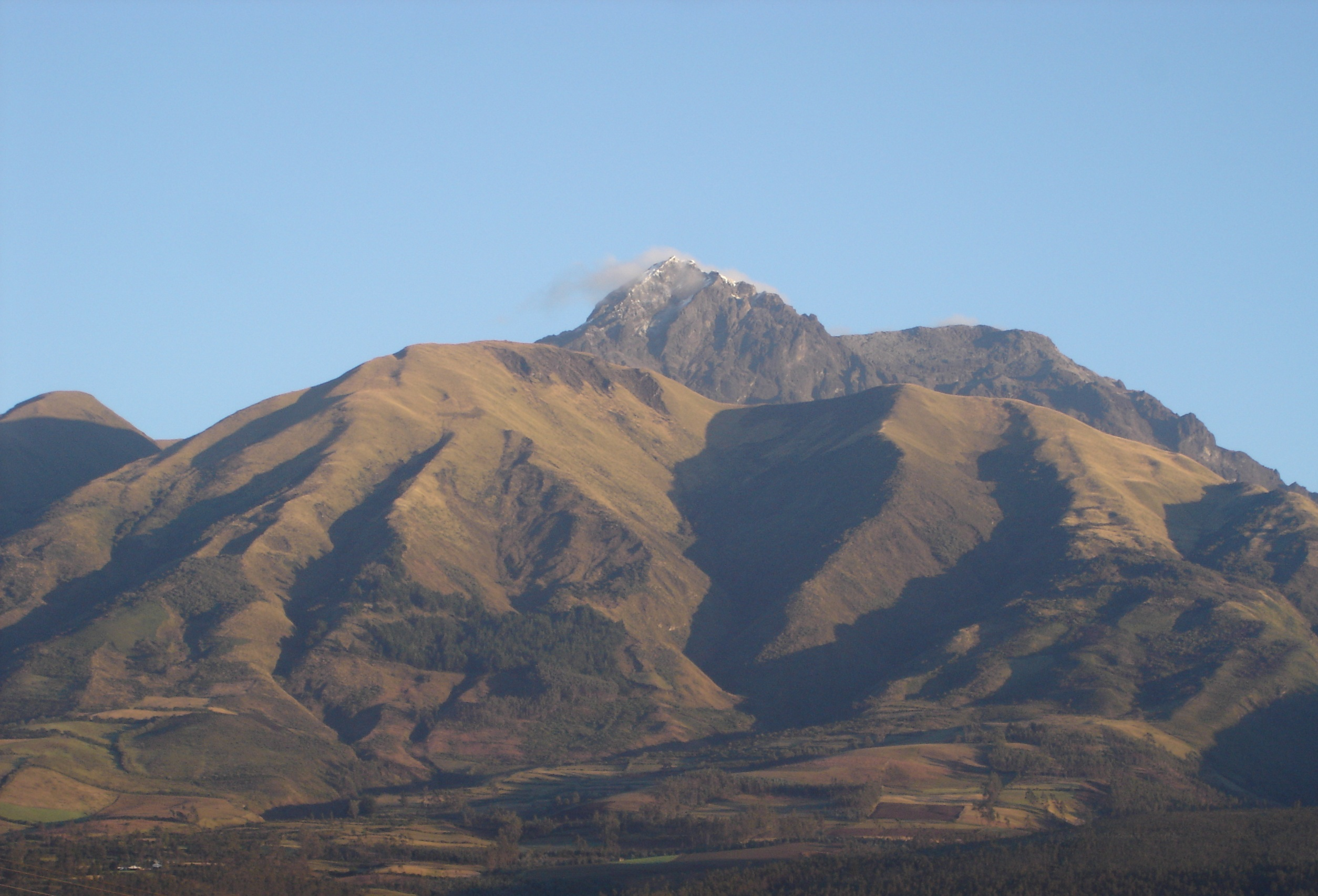
Вершина вулкану Котакачі
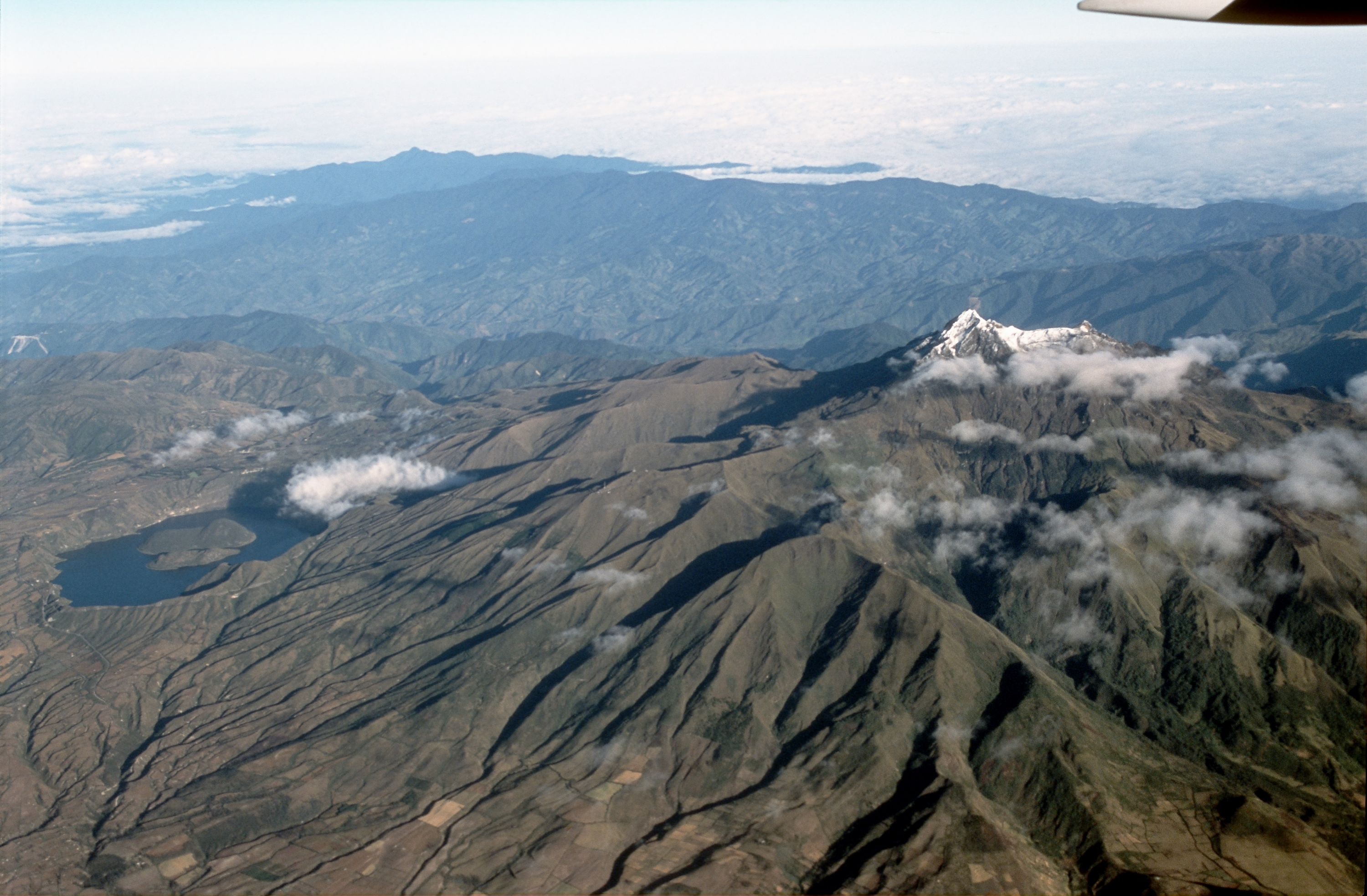
Сніг на вершині вулкану Котакачі